# Christian Fiedler
Christian Fiedler (født 27. marts 1975 i Vestberlin, Vesttyskland) er en tidligere tysk fodboldspiller, der tilbragte hele sin aktive karriere som målmand hos Hertha BSC Berlin i sin fødeby. Han nåede at spille 234 ligakampe for klubben.

## Landshold
Fiedler nåede aldrig at repræsentere Tysklands landshold, men spillede som ungdomsspiller mellem 1995 og 1998 16 kampe for landets U-21 mandskab.